# 오라치오 그라시

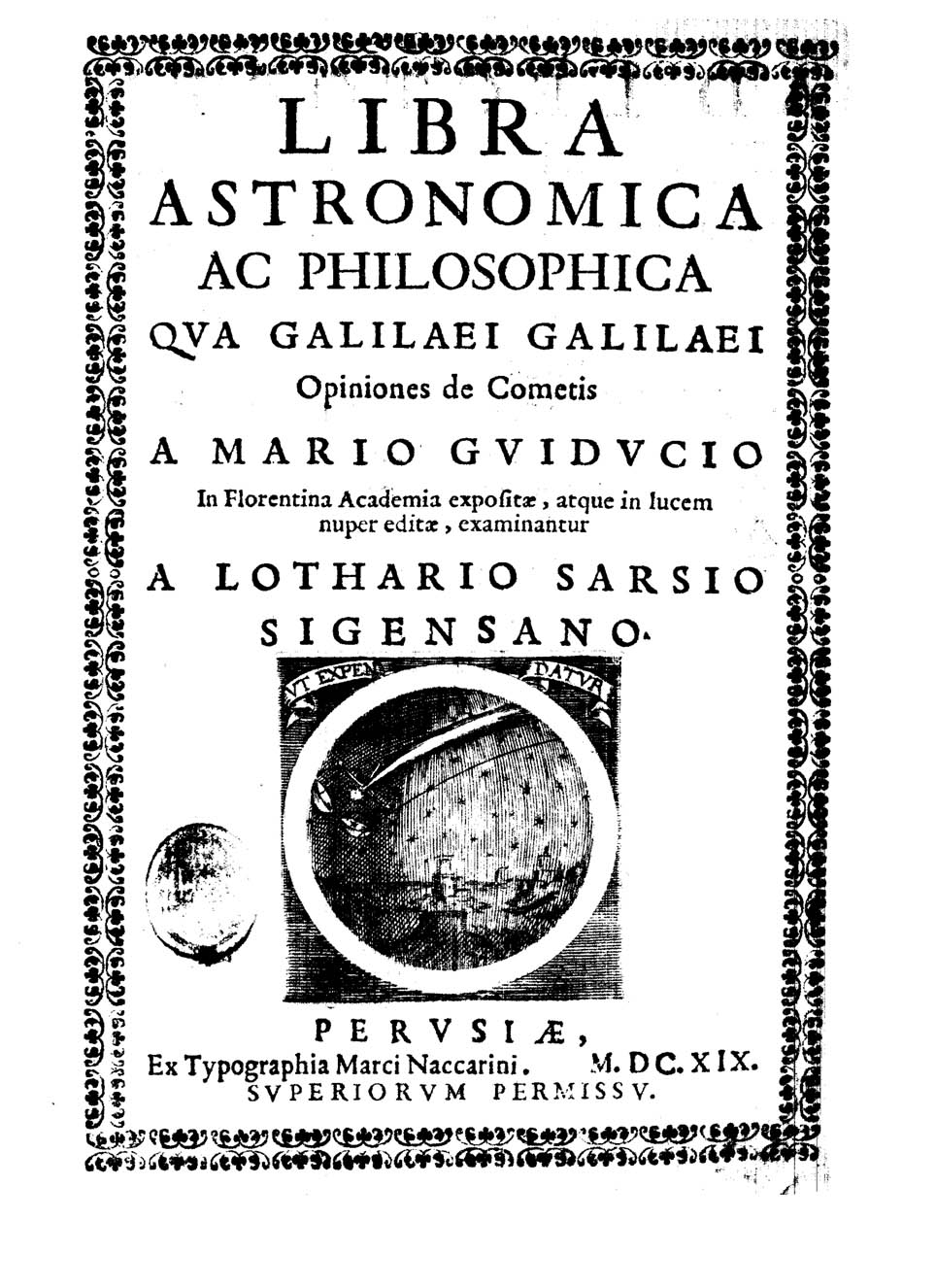
Libra astronomica ac philosophica

오라치오 그라시(Orazio Grassi, 1583년 ~ 1654년)는 이탈리아 사보나 출신의 건축가, 천문학자, 조각가이자 수학자이다. 로마에서 사망했다.
예수회의 일원으로 혜성의 본성에 대해 갈릴레오 갈릴레이와 논쟁한 과학자들 중 한 명이다.
1619년에 로타리오 사르시 시젠차노(Lotario Sarsi Sigenzano)라는 필명(자기 이름의 아나그램)으로 《천문학과 철학의 균형》(Libra astronomica et philosophica)을 출판했다.